# Distrito electoral local 1 de Chihuahua
El Distrito electoral local 1 de Chihuahua es uno de los 22 distritos electorales en los que se encuentra dividido el territorio del estado de Chihuahua. Su cabecera es la ciudad de Nuevo Casas Grandes. 
Desde el proceso de redistritación de 2022 está formado por los municipios de Ascensión, Buenaventura, Casas Grandes, Galeana, Ignacio Zaragoza, Janos y Nuevo Casas Grandes.

## Distritaciones anteriores

### Distritación de 1968
En ese entonces tuvo su cabecera en la ciudad de  Chihuahua, y abarcaba la totalidad del Municipio de Chihuahua.

### Distritación de 1989
En la distritación de 1989 este distrito continuó teniendo su cabecera en Chihuahua, aunque pasó a abarcar la zona norte del Municipio de Chihuahua solamente.

### Distritación de 1995
Para 1995 el distrito pasó a abarcar la cuarta parte de la Ciudad de Chihuahua.

### Distritación de 1997
En 1997 pasó a tener su cabecera en la ciudad de Nuevo Casas Grandes abarcando los municipios de Ahumada, Ascensión, Casas Grandes, Galeana, Guadalupe, Janos, Nuevo Casas Grandes y Práxedis G. Guerrero.

### Distritación de 2012
Para 2013 el distrito continuó con la misma extensión geográfica, con la cabecera ubicada en la ciudad de Nuevo Casas Grandes y abarcando los municipios de Ahumada, Ascensión, Casas Grandes, Galeana, Guadalupe, Janos, Nuevo Casas Grandes y Práxedis G. Guerrero.

### Distritación de 2015
Entre 2015 y 2022, el distrito 1 abarcó los municipios de Ascensión, Casas Grandes, Galeana, Gómez Farías, Ignacio Zaragoza, Janos, Madera y Nuevo Casas Grandes contando con cabecera en la ciudad de Nuevo Casas Grandes.

## Diputados por el distrito
| Diputado                            | Grupo parlamentario | Legislatura | Periodo     | Cabecera distrital Según cada distritación |
| ----------------------------------- | ------------------- | ----------- | ----------- | ------------------------------------------ |
| Julio Cortázar Terrazas             |                     | XLIX        | 1968 - 1971 | Chihuahua                                  |
| Humberto Martínez Delgado           |                     | L           | 1971 - 1974 | Chihuahua                                  |
| Alfonso Berumen Olivares            |                     | LI          | 1974 - 1977 | Chihuahua                                  |
| Mario de la Torre Hernández         |                     | LII         | 1977 - 1980 | Chihuahua                                  |
| Gilberto Baca Beltrán del Río       |                     | LIII        | 1980 - 1983 | Chihuahua                                  |
| Guillermo Prieto Luján              |                     | LIV         | 1983 - 1986 | Chihuahua                                  |
| Humberto Martínez Delgado           |                     | LV          | 1986 - 1989 | Chihuahua                                  |
| Víctor Manuel Mendoza               |                     | LVI         | 1989 - 1992 | Chihuahua                                  |
| Antonio Aguirre Rascón              |                     | LVII        | 1992 - 1995 | Chihuahua                                  |
| Guillermo Villalobos Madero         |                     | LVIII       | 1995 - 1998 | Chihuahua                                  |
| Carlos Ulises Domínguez Arana       |                     | LIX         | 1998 - 2001 | Nuevo Casas Grandes                        |
| José Mario Wong Pérez               |                     | LX          | 2001 - 2004 | Nuevo Casas Grandes                        |
| Obdulia Mendoza León                |                     | LXI         | 2004 - 2007 | Nuevo Casas Grandes                        |
| Gerardo Fierro Archuleta            |                     | LXII        | 2007 - 2010 | Nuevo Casas Grandes                        |
| Alex Le Baron González              |                     | LXIII       | 2010 - 2013 | Nuevo Casas Grandes                        |
| Ángel Gabriel Au Vásquez            | 2013                | LXIII       |             | Nuevo Casas Grandes                        |
| Luis Javier Mendoza Valdez          |                     | LXIV        | 2013 - 2016 | Nuevo Casas Grandes                        |
| Patricia Jurado Alonso              |                     | LXV         | 2016 - 2018 | Nuevo Casas Grandes                        |
| Patricia Jurado Alonso              |                     | LXVI        | 2018 - 2021 | Nuevo Casas Grandes                        |
| Yesenia Guadalupe Reyes Calzadillas |                     | LXVII       | 2021 -      | Nuevo Casas Grandes                        |

## Resultados Electorales

### 2016
|  | 33.91 % |

|  | 29.60 % |

|  | 8.54 % |

|  | 1.60 % |

|  | 2.90 % |

|  | 6.35 % |

|  | 5.68 % |

|  | 3.99 % |

|  | 1.49 % |

|  | 0.06 % |

|  | 4.69 % |

|  | 100.00 % |

### 2013
|  | 33.63 % |

|  | 50.29 % |

|  | 2.88 % |

|  | 1.35 % |

|  | 4.40 % |

|  | 3.47 % |

|  | 0.09 % |

|  | 3.80 % |

|  | 100.00 % |

### 2010
|  | 29.41 % |

|  | 47.82 % |

|  | 7.11 % |

|  | 4.91 % |

|  | 1.44 % |

|  | 2.67 % |

|  | 3.13 % |

|  | 0.05 % |

|  | 3.48 % |

|  | 100.00 % |

### 2007
|  | 31.90 % |

|  | 34.42 % |

|  | 8.19 % |

|  | 4.89 % |

|  | 1.42 % |

|  | 15.75 % |

|  | 0.03 % |

|  | 3.40 % |

|  | 100.00 % |

### 2004
|  | 46.44 % |

|  | 50.35 % |

|  | 0.01 % |

|  | 3.20 % |

|  | 100.00 % |

### 2001
|  | 29.43 % |

|  | 50.45 % |

|  | 10.59 % |

|  | 5.24 % |

|  | 0.44 % |

|  | 0.00 % |

|  | 0.69 % |

|  | 0.02 % |

|  | 3.14 % |

|  | 100.00 % |

### 1998
|  | 31.67 % |

|  | 42.94 % |

|  | 17.51 % |

|  | 0.52 % |

|  | 3.31 % |

|  | 0.00 % |

|  | 0.51 % |

|  | 3.54 % |

|  | 100.00 % |

### 1995
|  | 47.89 % |

|  | 37.95 % |

|  | 5.20 % |

|  | 5.44 % |

|  | 0.00 % |

|  | 1.62 % |

|  | 0.08 % |

|  | 1.82 % |

|  | 100.00 % |

### 1992
|  | 47.68 % |

|  | 46.28 % |

|  | 1.89 % |

|  | 0.22 % |

|  | 1.71 % |

|  | 0.00 % |

|  | 1.78 % |

|  | 100.00 % |

### 1989
|  | 37.59 % |

|  | 54.18 % |

|  | 0.98 % |

|  | 0.39 % |

|  | 1.40 % |

|  | 3.52 % |

|  | 0.01 % |

|  | 1.94 % |

|  | 100.00 % |

### 1986
|  | 43.15 % |

|  | 47.62 % |

|  | 0.48 % |

|  | 0.16 % |

|  | 1.15 % |

|  | 0.34 % |

|  | 6.91 % |

|  | 0.02 % |

### 1983
|  | 68.15 % |

|  | 26.08 % |

|  | 0.91 % |

|  | 0.35 % |

|  | 1.66 % |

|  | 0.43 % |

|  | 0.07 % |

|  | 0.00 % |

|  | 2.35 % |

|  | 100.00 % |

### 1980
|  | 25.30 % |

|  | 62.69 % |

|  | 3.68 % |

|  | 0.65 % |

|  | 0.98 % |

|  | 4.77 % |

|  | 1.93 % |

|  | 0.00 % |

|  | 0.00 % |

|  | 100.00 % |